# Druhý bílý teror

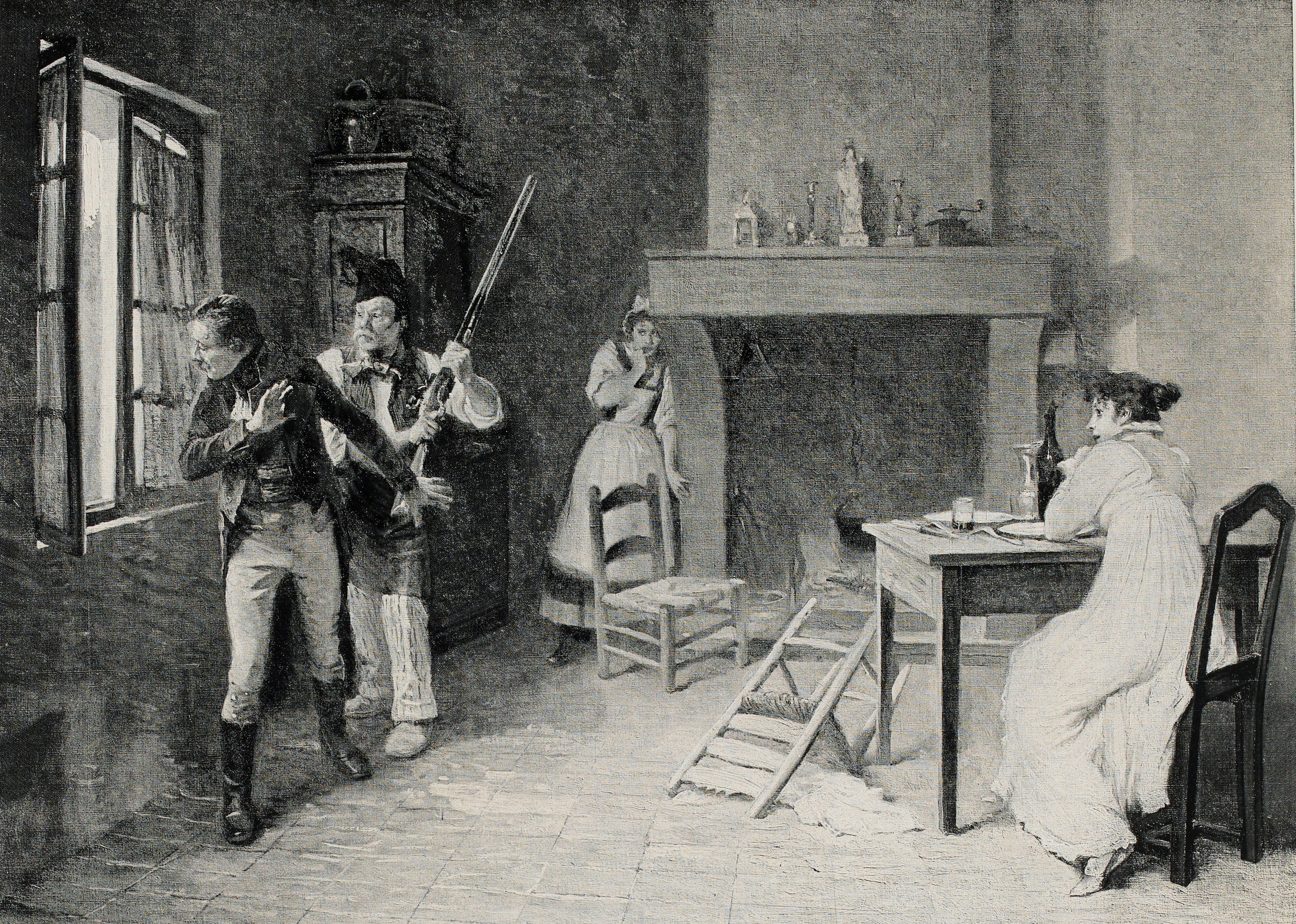

Druhý bílý teror (francouzsky terreur blanche) je období nepokojů od června do září 1815 v údolí řeky Rhôny a na jihu Francie, během definitivního pádu Prvního císařství, na konci Sta dnů. Během tohoto období bylo royalisty zavražděno přibližně 300 a 500 bonapartistů. Násilné činy byly páchány i na protestantech. Jako první bílý teror se označuje období za Velké francouzské revoluce v roce 1795. 

## Historický kontext
Nový režim Ludvíka XVIII. instalovaný v dubnu 1814, musel od března 1815 čelit vážné zkoušce.
Napoleon utekl z ostrova Elba a 1. března 1815 přistál v jihofrancouzském Golfe-Juan. Po triumfálním postupu do Paříže dorazil 20. března do Tuilerijského paláce. Ludvík XVIII., opuštěný svou armádou, uprchl do Gentu v Belgii. Den po svém příjezdu do Paříže Napoleon zrušil šlechtu a tituly a zabavil majetek emigrantů, kteří se vrátili do Francie po nastolení Restaurace. Císař tím navázal na dědictvím revoluce z roku 1789. Sestavil také novou vládu složenou z bývalých ministrů, jako byl Fouché. Obnova císařského režimu narazila na roajalistická povstání vedená vévodkyní z Angoulême, která postavila armádu čtyř tisíc mužů, a poté vévodou z Angoulême v jižní Francii. Maršál Grouchy je porazil 8. dubna a císař nechal uvěznit vedoucí royalisty.
V západní Francii v květnu povstali ve Vendée a šuani. Boje měly za následek 500 až 700 mrtvých, ale císařova vojska zvítězila. Vendéané byli poraženi v bitvě u Rocheservière 20. června, zatímco šuani utrpěli těžkou porážku v bitvě u Auray 21. června.
Dne 15. června se Napoleon rozhodl zaútočit na anglické a pruské jednotky v Belgii. Byl poražen 18. června u Waterloo. Napoleon 22. června abdikoval ve prospěch svého syna.
Ludvík XVIII., který pobýval během sta dnů v belgickém exilu, se vrátil do Paříže 8. července. Sestavil vládu ovládanou Talleyrandem, aby zabránil jakékoli vnitřní royalistické reakci.

## Násilí na jihu
Násilí vypuklo v týdnech po bitvě u Waterloo a rozvinulo se hlavně na jihu Francie, kde royalistické skupiny napadly bonapartisty a známé nebo předpokládané zastánce revoluce. Ti patřili často k reformovaným církvím v konfesně smíšených regionech, takže činy nabývaly i protiprotestantského charakteru.

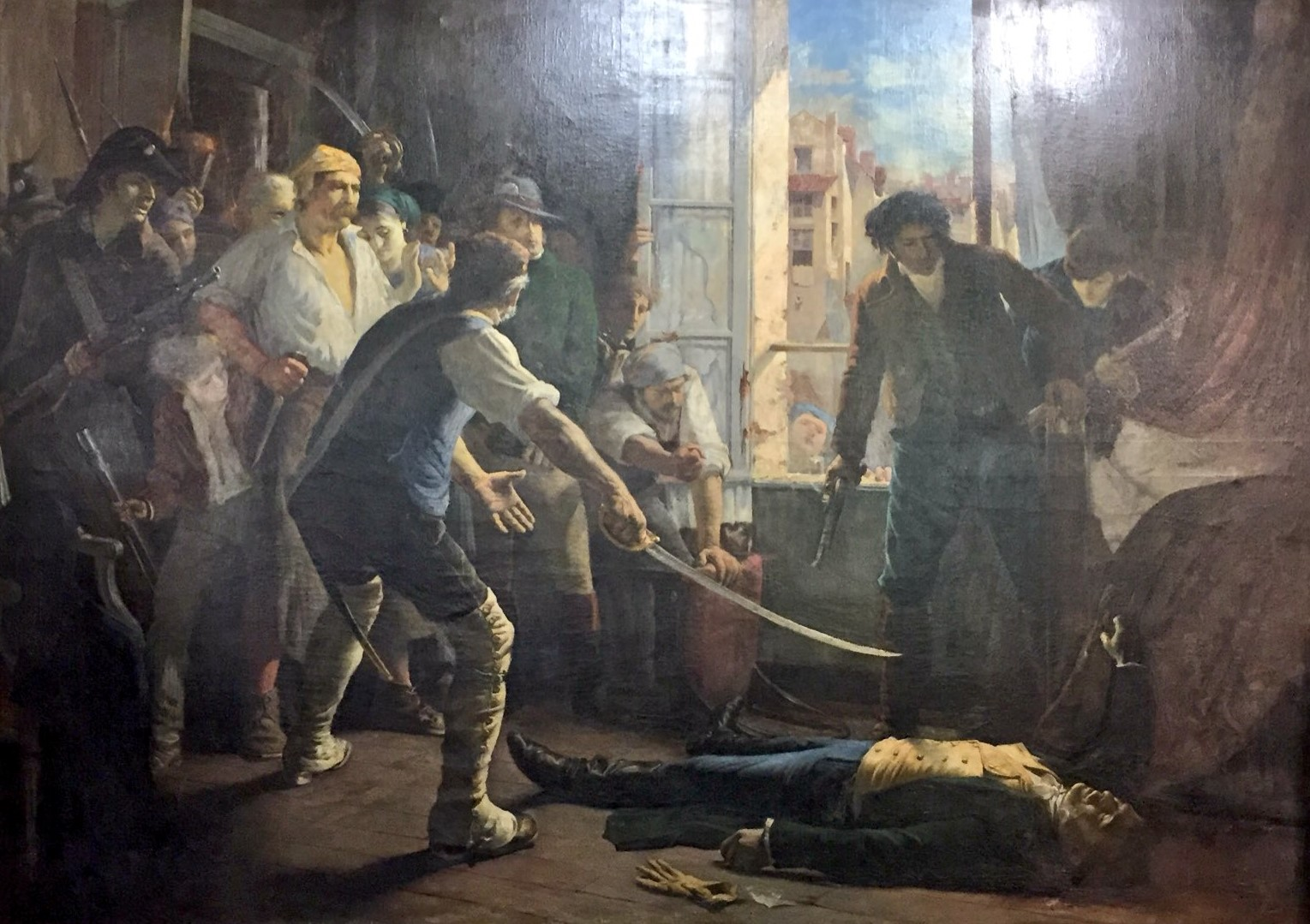
Jean-Jacques Scherrer: Zavraždění maršála Bruna.

Útoky byly rozsáhlé především v Nîmes, Marseille, Avignonu a Toulouse. Tak byli v Marseille 25. června zmasakrováni bývalí mamlúkové z císařské gardy. V Nîmes byly veřejně bičovány protestantské ženy. V Avignonu byl 2. srpna zavražděn maršál Brune. V Toulouse byl 15. srpna zavražděn generál Ramel, velitel zdejší pevnosti, poté, co se pokusil odzbrojit royalisty.
V Gardu nechal Jacques Dupont v čele ozbrojených gangů zavraždit několik desítek reformovaných, mnoho dalších bylo pronásledováno a několik tisíc uprchlo.
Násilí obecně skončilo na podzim roku 1815 po prohlášení Ludvíka XVIII. o excesech na jihu z 1. září a příchodu regulérního vojska. Za oběť těmto násilnostem padlo 300-500 osob.

## Situace na Západě
Na rozdíl od jihu byl západ bílého teroru ušetřen. Navzdory obavám místních úřadů nezaznamenaly Bretaň a Vendée žádné výbuchy násilí. Celkově byly útoky omezené a vězně respektovaly obě strany. Bonapartistický generál Travot tak po bitvě u L'Aiguillonu osvobodil asi dvacet vendejských zajatců, zatímco royalistický generál Auguste de La Rochejaquelein propustil stejný počet císařských zajatců po bitvě u Échaubrognes a šuani nechali zajaté federáty odejít z bitvy u Sainte-Anne-d'Auray.

## Bílý teror neboli "právní teror"
Teror lidového původu našel v atmosféře pomsty odraz i v srpnových parlamentních volbách. V nich zvítězili ultraroyalisté blízkých hraběti z Artois. Získali 350 křesel z 398 ve sněmovně zvané Chambre introuvable. Premiéra Talleyranda nahradil vévoda Richelieu. Jeho kabinet se skládal zčásti z emigrantů, jako byl on sám, včetně vikomta Dubouchage, bývalého ministra námořnictva Ludvíka XVI.
Mezi říjnem 1815 a lednem 1816 přijala Chambre introuvable řadu výjimečných opatření. Tato represivní legislativa zahrnovala obecný bezpečnostní zákon z 29. října, který omezil individuální svobody a umožnil uvěznit bez soudu každého jednotlivce obviněného ze zločinu nebo trestného činu proti autoritě krále, královské rodiny a bezpečnosti státu. Stejně jako zákon o pobuřujících spisech z 9. listopadu, který stanovil sankce od pokuty až po deportaci. 27. prosince byly obnoveny  mimořádné soudy, které měly pravomoc trestat všechna spiknutí a zločiny proti bezpečnosti státu spáchané násilím a veřejně, s prezidentem a čtyřmi civilními soudci, ale bez poroty a možnosti odvolání. Funkci státních zástupců vykonávali osoby vybrané z řad pozemních nebo námořních důstojníků.

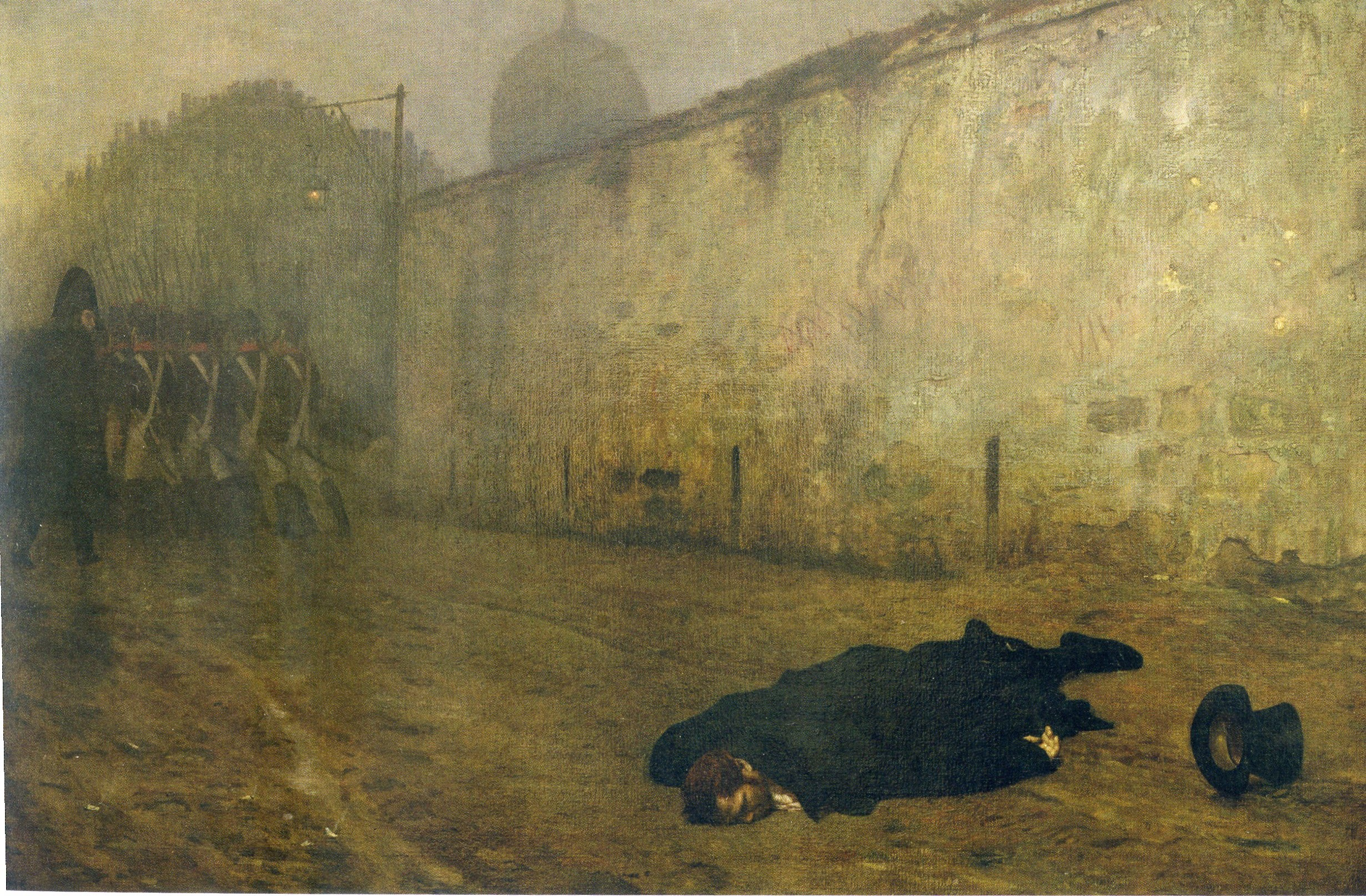
Jean-Léon Gérôme: Poprava maršála Neye, 1868.

Válečná rada odsoudila některé generály císařství, kteří během Sta dnů přešli na stranu Napoleona. Brigádní generál La Bédoyère, zatčený 2. srpna, byl zastřelen v Paříži 19. srpna. Dne 27. září byli bratři Faucherové popraveni v Bordeaux. Maršál Ney byl odsouzen k smrti a zastřelen v Paříži 7. prosince.
V lednu 1816 zákon odsoudil k doživotnímu vyhnanství všechny bývalé členy Národního konventu, kteří v roce 1793 hlasovali pro popravu Ludvíka XVI., a kteří schválili dodatečný akt k císařské ústavě z 22. dubna 1815.
Aplikace těchto různých zákonů postavila více než 3000 lidí pod více či méně omezující kontrolu a vedla k více než 6000 odsouzením s různými tresty v letech 1815 až 1816. Rozpuštění Chambre introuvable 5. září 1816 a nové parlamentní volby přinesly konec tohoto výjimečného stavu.